# Llista de monestirs femenins catalans
Els monestirs femenins a Catalunya són els monestirs on hi resideixen únicament monges en cada un dels ordres monàstics existents. Començaren a establir-se a Catalunya al final de l'Alta Edat Mitjana, en l'inici d'etapa comtal, quan des que l'any 821 s'establí la Marca Hispànica en la guerra contra els sarraïns.

## Història
A la Catalunya carolíngia la majoria dels monestirs, també coneguts popularment com a cenobis o convents, eren masculins, de monjos, amb alguns en els que hi havia un habitatge per les monges. Les congregacions femenines ja tenien com a objectiu satisfer els requeriments religiosos cristians donant cabuda a l'espiritualitat de caràcter femení de les dones, alhora que obrien un àmbit per la integració en societat al abandonar la casa paterna, de la descendència femenina de famílies de la noblesa i d'altres nivells socials i econòmics. Les monges dels monestirs femenins es consideraven ser una família en la que hi havia el Pare (Déu), l'abadessa i les germanes. Els vincles familiars previs a l'ingrés al monestir facilitaven la formació de grups de domini en l'administració.
Tant els monestirs femenins com els masculins benedictins ja tenien latrines doncs l'ordre propiciava la higiene en una època en què no hi havia latrines ni en els castells.

## Economia
En els monestirs femenins l'autoritat per l'organització i la gestió l'exercia l'abadessa o, segons el monestir, la priora, càrrec que necessàriament ocupava una dama de la noblesa la qual, al ingressar o al iniciar-ne la creació aportava terres i altres propietats que es donaven a el monestir a perpetuïtat, així com els béns futurs que poguessin rebre qualsevol religiosa internada.
Un dels ingressos que rebien els monestirs femenins era el dot necessari per a l'admissió de les noies la família de les quals havien d'entregar. Aquest dot, per satisfer les despeses pròpies de la vida monacal, era menor que la necessària donar a la família del possible marit per acordar-hi la boda.
Com en tots els monestirs de qualsevol ordre (benedictines, hospitalàries, clarisses, dominicanes, etc.) hi havia uns trets comuns que els interns han de complir amb disciplina i un d'aquests trets era el de l'economia. Segons el concili de Trento (1545-1563) tots els monestirs s'havien de mantenir exclusivament amb els recursos propis (conreus dels camps, cura del bestiar, venda de productes generats, entre altres) i les almoines i donacions i les monges havien de portar una vida ascètica, virtuosa, austera, tot i que en els inicis medievals les internes que provenien de la noblesa en alguns casos comptaven amb serventes i habitacions exclusives. En els monestirs amb règim de clausura hi va haver desacords amb les autoritats fiscals per procedir a les inspeccions tributàries corresponents.
Els monestirs mixts, partien d'una comunitat formada per homes i dones que volien viure en santedat. Aquests monestirs solien ser edificis dobles separats per a uns i altres. Sovint, la comunitat femenina era dirigida per una priora que passava comptes a l'abat de la comunitat masculina.

## Llista
Monestirs femenins a Catalunya. Entre parèntesis, l'any de fundació:
- Sant Pere del Burgal, benedictins i benedictines (859)
- Sant Joan de les Abadesses, benedictines (885)
- Santa Maria del Camí, benedictines (921)
- Sant Jaume de Rifà, deodonades (941)
- Sant Pere de les Puelles de Barcelona, cistercenques (945)
- Sant Esteve d'Olzinelles, cistercenques (998)
- Sant Sadurní de Collsabadell, cistercenques (998)
- Santa Maria de Valldaura de Berguedà, cistercenques (1006)
- Sant Daniel de Girona, benedictines (1019)
- Santa Maria de Savall, deodonades (1121)
- Santa Maria de la Ràpita del Cascall, benedictins i comanda d'hospitalers i hospitaleres (1150)
- Sant Hilari de Lleida, cistercenques (1152)
- Santa Maria de Vallbona de les Monges, cistercenques (1153)
- Santa Magdalena de Bell-lloc o de Tarragona, benedictins i clarisses (1155)
- Santa Maria de Valldemaria, cistercenques (1156)
- Santa Maria de Montsant, eremitori masculí i femení i monestir de cistercenques (1161)
- Santa Maria de Vallclara o de Vilanova de Sau, benedictines (1166)
- Santa Maria de Cadins, cistercenques (1169)
- Sant Joan de Cervera, comanda d'hospitalers i hospitaleres (1172)
- Santa Maria de Vallverd, Noguera, cistercenques (1172)
- Santa Maria d'Eula, cistercenc i cistercenques (1174)
- Santa Maria del Pedregal, cistercenques (1176)
- Sant Salvador d'Isot, comanda d'hospitalers i hospitaleres (1190)
- Santa Maria de les Franqueses, cistercenques (1193)
- Santa Maria de Valldonzella, Barcelona, cistercenques, (1202)
- Santa Maria de Jonqueres, orde femení de Sant Jaume de l'Espasa (1214)
- Santa Maria de Bonrepós, cistercenques (1215)
- Sant Joan de Berga, comanda d'hospitalers i monestir de cistercencs i cistercenques (1220)
- Sant Bartomeu de Bell-lloc, canongesses agustinianes lateranenses (1222)
- Santa Margarida dels Prats de Roses, monestir mixt benedictí (1226)
- Santa Maria de Benifassà, cistercencs i cartoixanes (1229)
- Santa Magdalena de Conangle, deodonades agustinianes (1231)
- Sant Anton i Santa Clara de Barcelona, clarisses i posteriorment benedictines (1237)
- Santa Maria de la Bovera, cistercenques (1237)
- Santa Maria de Vallsanta, Urgell, cistercenques (1237)
- Nostra Senyora d'Alguaire i Sant Joan, hospitaleres o santjoanistes (1250)
- Santa Maria de Montalegre de Sant Fost de Campcentelles, canongesses i agustinianes (1256)
- Santa Maria de les Esglésies o de les Esglésies Clavades, benedictines (1258)
- Sant Pere de la Pedra de Lleida, monestir femení de l'orde de Sant Jaume de l'Espasa (1260)
- Santa Maria del Pla o de Sescorts, deodonades (1268)
- Sant Joan de l'Erm o Salerm o del Coll, canongesses agustinianes (1277)
- Santa Margarida de Sescorts o de Vila Seca, canongesses agustinianes (1277)
- Sant Miquel de Rajadell, deodonades agustinianes (1278)
- Santa Maria del Mar de Calonge, benedictines (1281)
- Sant Nicolau de Camprodon canongesses agustinianes (1283)
- Santa Coloma de Matella, benedictines (1314)
- Santa Maria de Pedralbes, clarisses (1326)
- Santa Magdalena de Cervera, hospitaleres (1328)
- Santa Margarida de Vilanera, Empúries, benedictines (1328)
- Santa Magdalena i Santa Margarida de Castellbisbal, canongesses agustinianes (1331)
- Santa Maria de Montbenet, cistercenques (1339)
- Sant Miquel Ses Closes, benedictines (1374)
- Santa Maria de Valldaura de Manresa, cistercenques i cistercencs (1398)
- Santa Margarida o Sant Maties de Barcelona, jerònimes (1426)
- Sant Cugat del Far o Sant Cugat des Far, benedictines (1439)
- Sant Carles Borromeu, Manresa, caputxines (1638)